# Cyanarctia dama
Cyanarctia dama är en fjärilsart som beskrevs av Druce 1894. Cyanarctia dama ingår i släktet Cyanarctia och familjen björnspinnare. Inga underarter finns listade i Catalogue of Life.